# Caña (artillería)
La caña era el tubo, abierto por los dos extremos, que servía para dar dirección al proyectil, en las bombardas y demás piezas de artillería primitivas. También se denominaba trompa. En ella se enchufaba la recámara o servidor, que contenía la carga de pólvora.  
En los cañones antiguos de antecarga, la caña era la parte más delgada de aquellos. Comprendía desde el principio del tercer cuerpo (del segundo en los obuses) hasta el arranque del brocal, o hasta la misma boca. En los antiguos morteros lisos comprendía la parte cilíndrica que se extendía por delante del asa.
En los cañones de la Edad Moderna no se distingue a menudo la caña de un modo tan marcado como en los antiguos, pero se acostumbra a llamar así la posición, de forma generalmente troncocónica, que arranca de las proximidades del eje de muñones. En otras piezas de ánima corta arranca a veces de la culata.